# Métro
Pour les articles homonymes, voir Metro.
Pour les articles ayant des titres homophones, voir Métraux et Mettraux.
 (août 2010).
Si vous disposez d'ouvrages ou d'articles de référence ou si vous connaissez des sites web de qualité traitant du thème abordé ici, merci de compléter l'article en donnant les références utiles à sa vérifiabilité et en les liant à la section « Notes et références ».

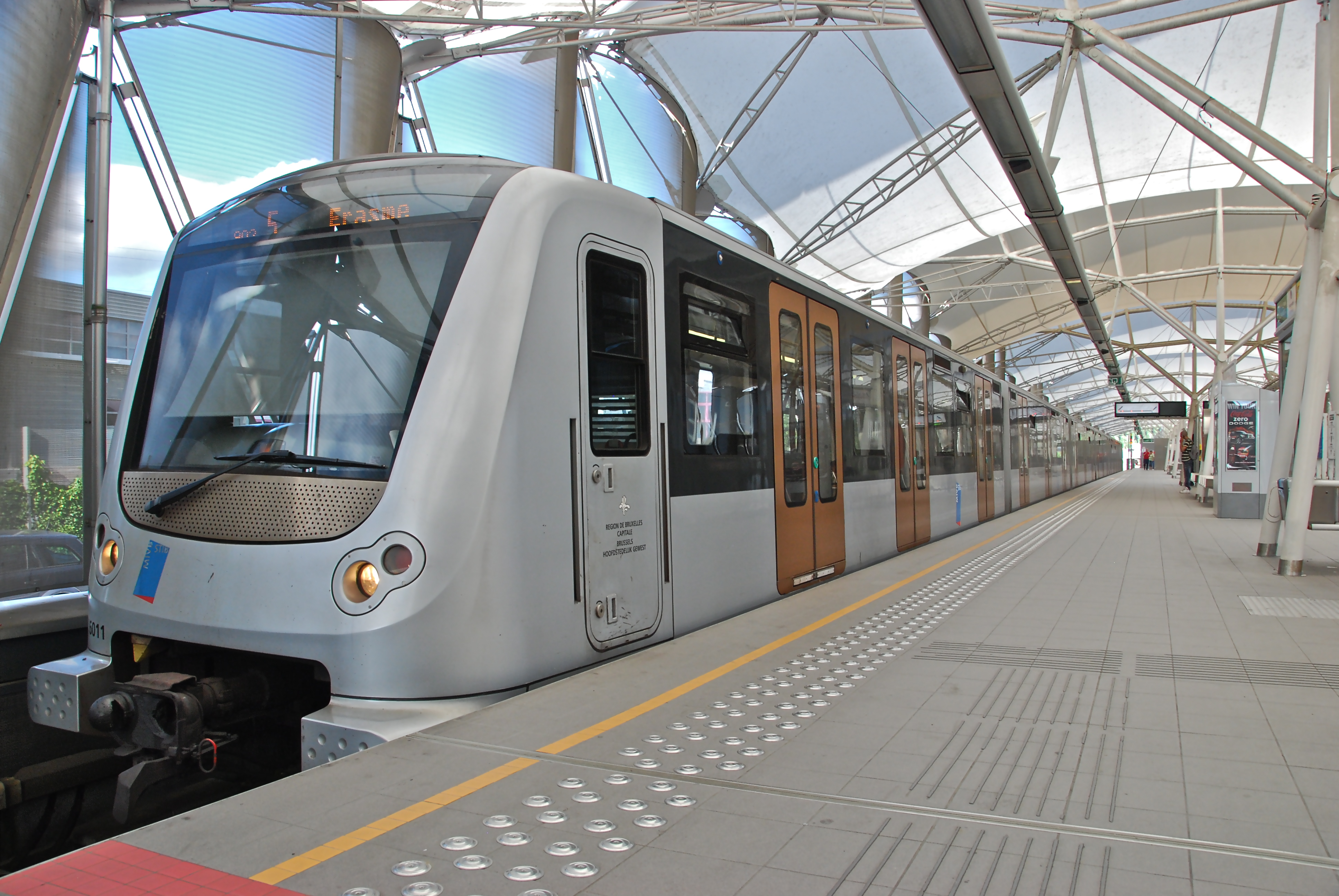
Rame de métro à la station Érasme, dans le métro de Bruxelles (Belgique).

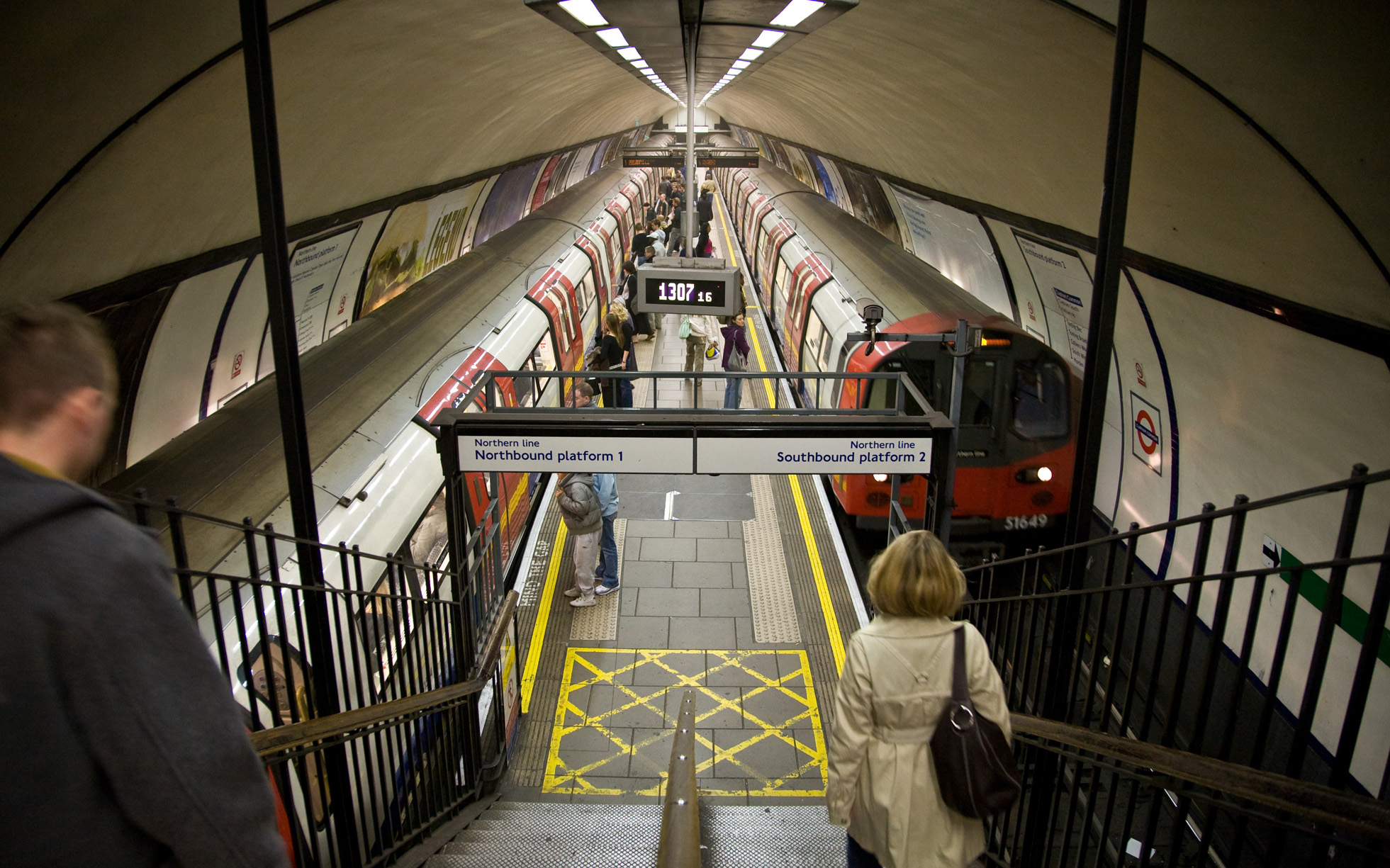
Station Clapham Common du métro de Londres.

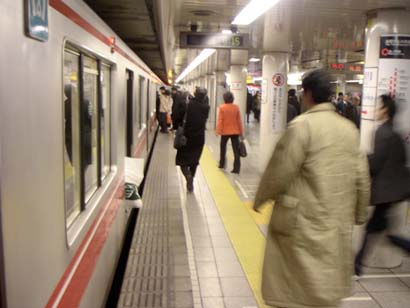
Quais de la station Shinjuku du métro de Tokyo (Japon).

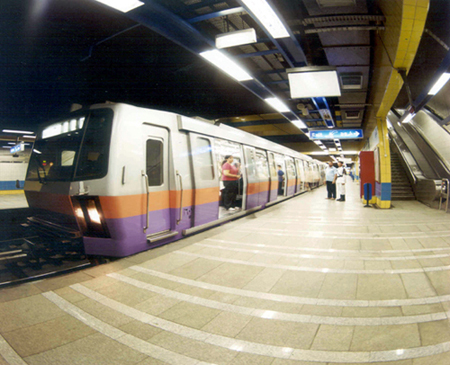
Vue du quai d'une station de la ligne 1 du métro du Caire (Égypte).

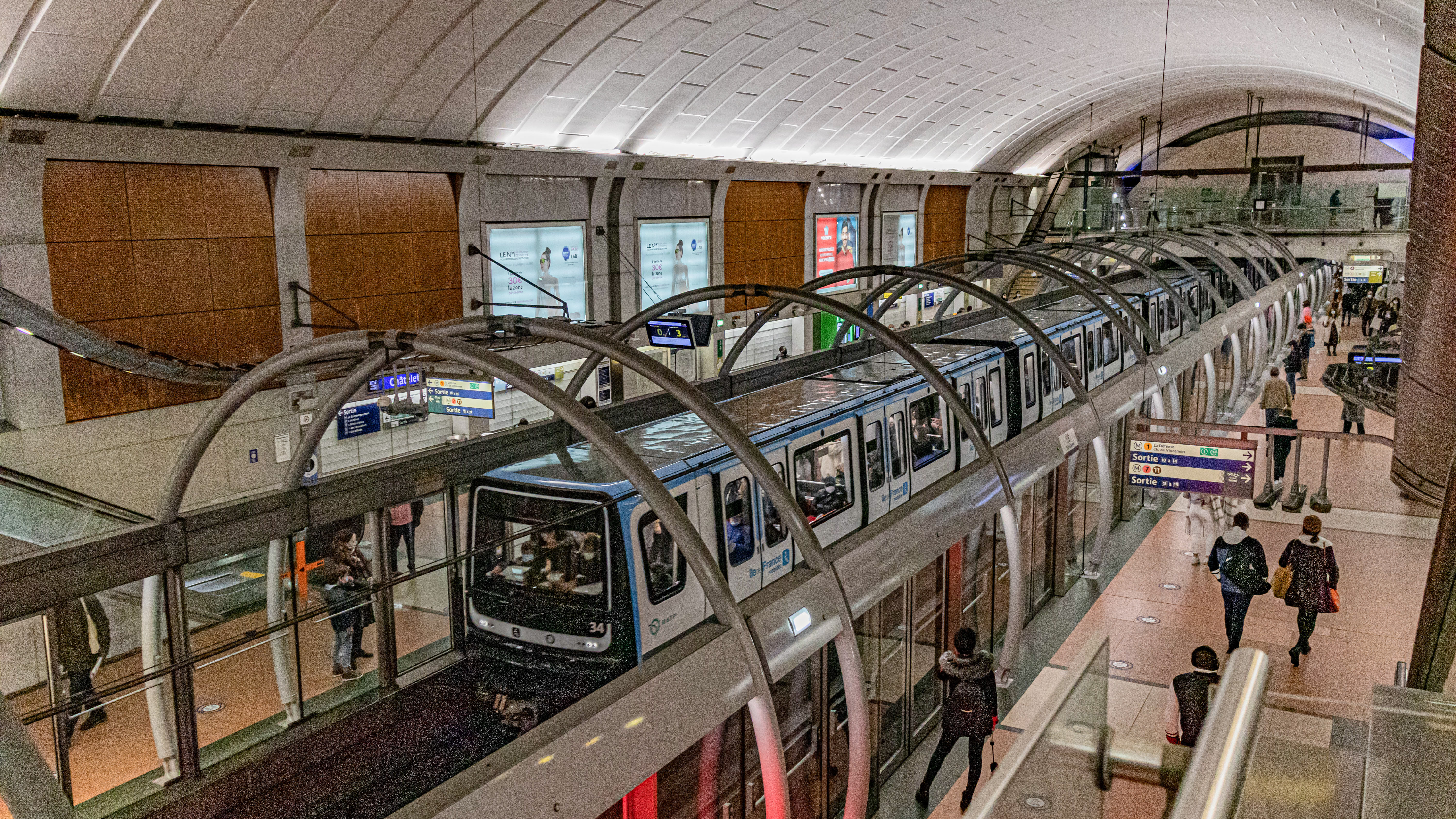
Une rame à la station Châtelet du métro de Paris.

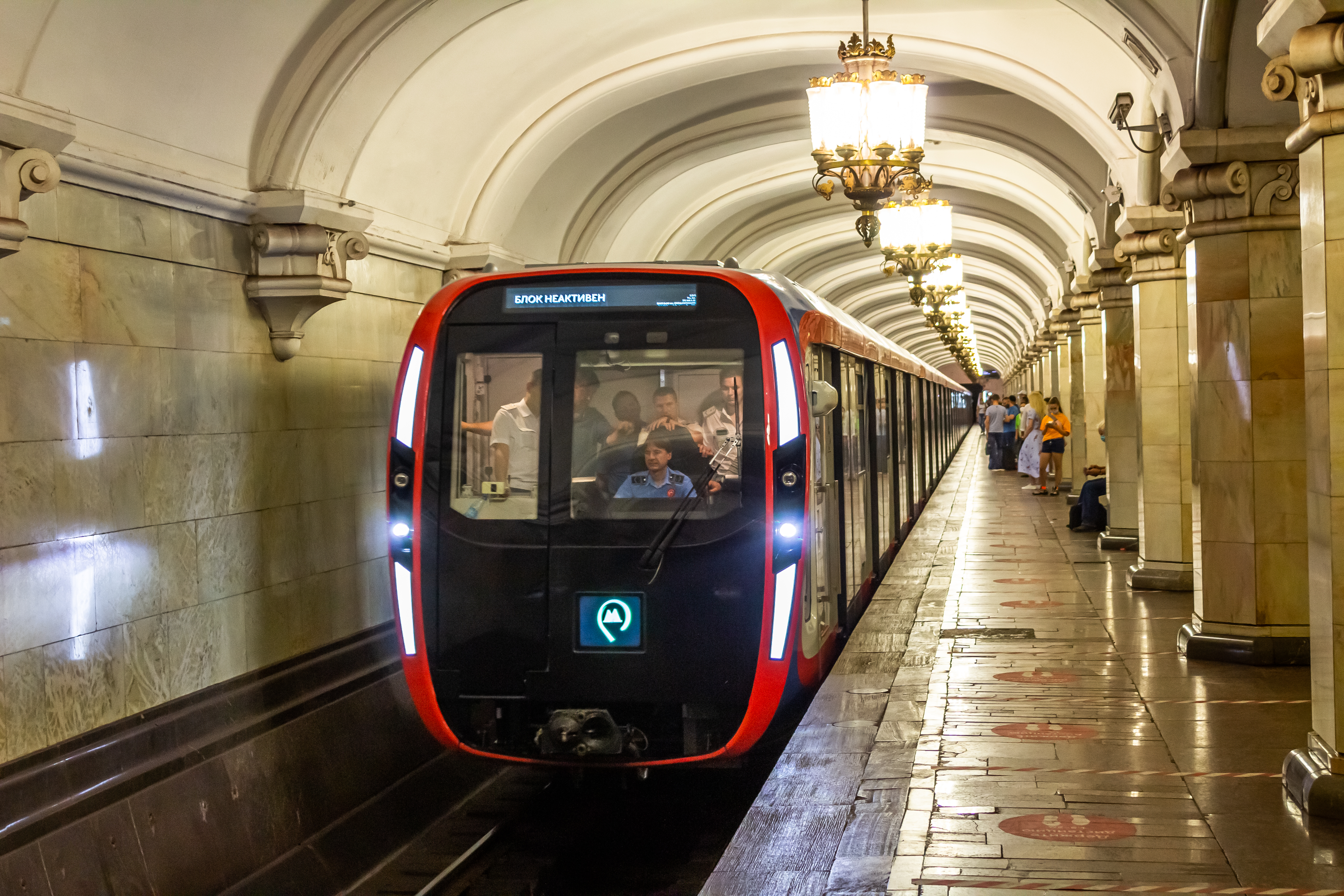
Station Komsomolskaïa (Ligne Koltsevaïa) du métro de Moscou.

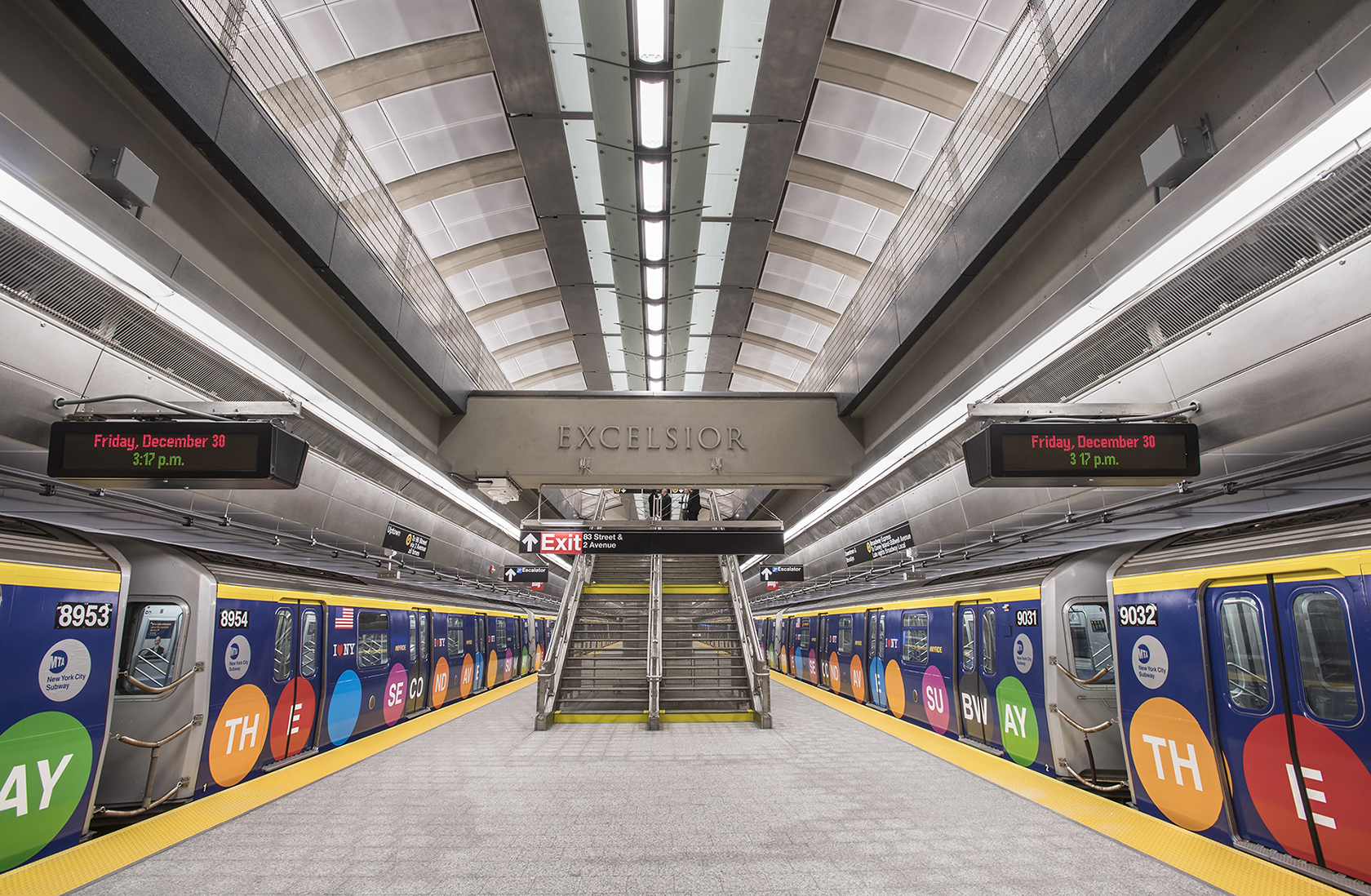
Station 86th Street (Ligne Q) du métro de New York.

Le métro est un moyen de transport en commun urbain. Les premiers véhicules voyageurs de métro (Londres, New York…) sont tirés par des locomotives à vapeur. La traction électrique s'impose partout dès le début du XXe siècle.
Le mot métro est l'apocope de métropolitain, pour « chemin de fer métropolitain ». Dans différentes parties du monde, les systèmes de métro peuvent également porter différents noms, même si le terme « métro » est repris et adapté dans de nombreuses langues.

## Concepts et définitions

### Définition de l'UITP
En 1981, le Comité des métropolitains de l’Union internationale des transports publics (UITP) définit « le chemin de fer métropolitain » comme « Un chemin de fer conçu pour constituer un réseau permettant le transport d’un grand nombre de voyageurs à l’intérieur d’une zone urbaine au moyen de véhicules sur rails avec contrôle externe, dans un espace totalement ou partiellement en tunnel et entièrement réservé à cet usage ». Une définition ultérieure indique que « les chemins de fer métropolitains sont des systèmes de transports urbains et électriques à haute capacité et haute fréquence de service. Les métros sont totalement indépendants des autres trafics, de la route ou des piétons. Ils sont par conséquent conçus pour des opérations en tunnel, viaducs ou sur niveau de surface, mais avec séparation physique ».
L'UITP définit encore le métro comme un système de transport public guidé en permanence par au moins un rail, destiné à l'exploitation de services de passagers locaux, urbains et suburbains, avec des véhicules automoteurs exploités en étant séparés du trafic routier et piétonnier. Les métros, fonctionnant indépendamment les uns des autres, sont par conséquent conçus pour des opérations dans des tunnels, des viaducs ou en surface, mais avec une séparation physique telle qu'un accès involontaire n'est pas possible. Les systèmes ferroviaires présentant des problèmes de construction spécifiques et opérant sur une voie de guidage séparée (monorail, chemins de fer à crémaillère, par exemple) sont également considérés comme des métros dans la mesure où ils sont désignés comme faisant partie du réseau de transport en commun urbain.
La définition la plus récente de métro par l'UITP est la suivante : "Les métros sont des systèmes ferroviaires urbains de grande capacité, fonctionnant sur une emprise exclusive (site propre). Les lignes de métro fonctionnent avec des trains composés d'au moins deux voitures et d'une capacité totale d'au moins 100 passagers par train. Les chemins de fer de banlieue ne sont pas inclus. Les systèmes basés sur des véhicules légers sur rail, monorail ou avec la technologie de lévitation magnétiques sont inclus s'ils répondent aux autres critères ci-dessus. Les systèmes suspendus ne sont pas inclus".

Le métro n'est donc pas seulement un système comportant des véhicules avec roues en acier roulant sur rails en acier, mais également avec des pneus en caoutchouc, ainsi que des systèmes utilisant d'autres technologies telles que les monorails et la lévitation magnétique. Par contre, la définition ci-dessus exclut explicitement tous les systèmes suspendus, et par exemple la célèbre Wuppertaler Schwebebahn dont les autres caractéristiques sont celles d'une ligne de métro. 

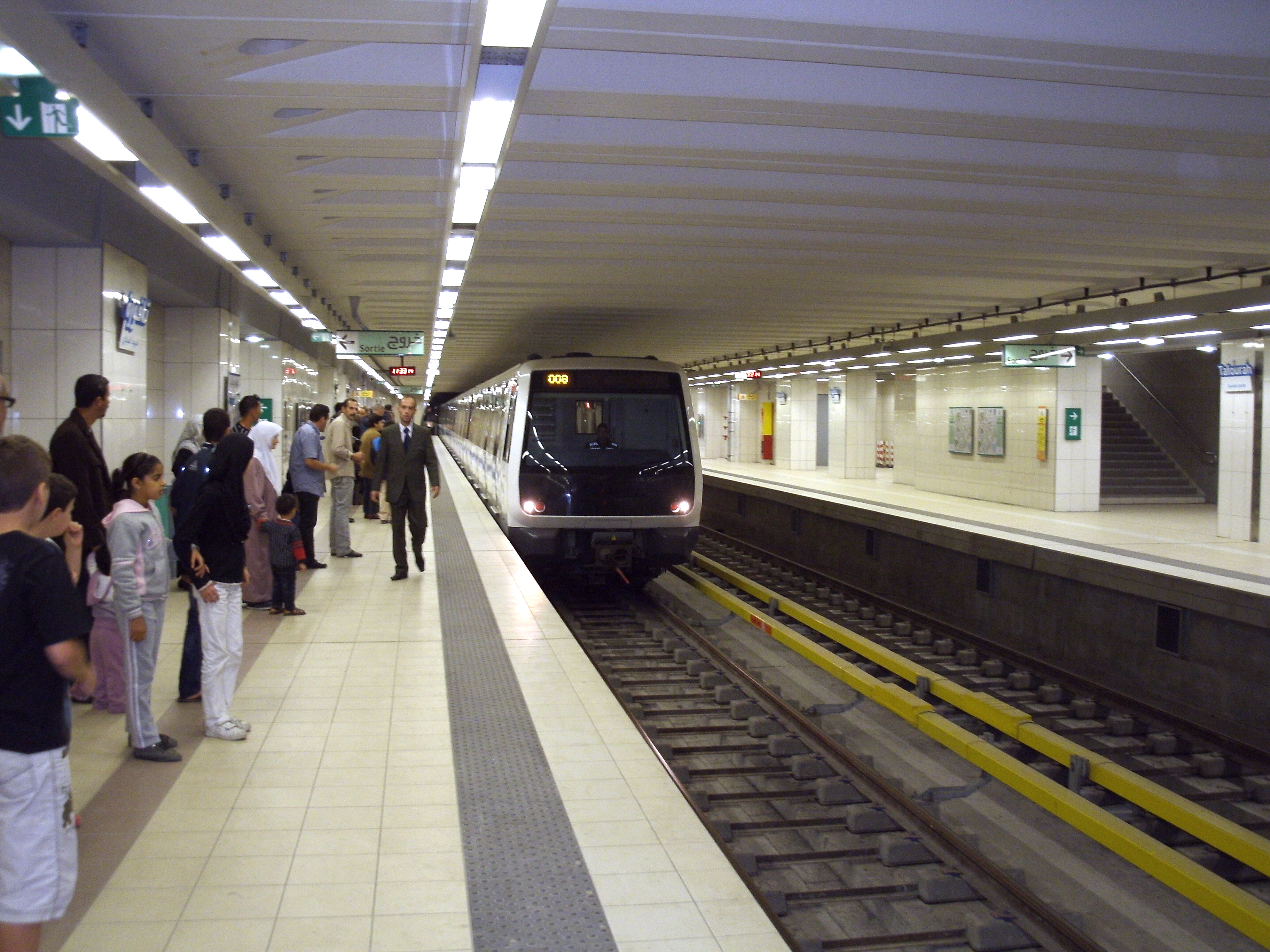
Station Tafourah - Grande Poste du métro d'Alger.

### Autres définitions
Pour l'Association nord-américaine des gestionnaires de transports publics (APTA), le métro (heavy rail) « C’est un transport public urbain de masse en mode guidé sur site propre intégral, sans croisement avec tout autre mode de transport ni accès piétonnier. » Cette définition permet de qualifier de métro le premier réseau à New York, inauguré en 1878, qui était sur infrastructures aériennes. Selon une définition plus élaborée, le métro (heavy rail) est « un mode de transport en commun exploité sur un chemin de fer (rail) électrique avec une capacité de transport importante (heavy). Il se caractérise par des véhicules pouvant atteindre rapidement une vitesse élevée, en opérant seul ou en rames à plusieurs voitures sur des rails fixes ; sur des voies réservées (separate rights-of-way) sur lesquelles tous les autres véhicules ou le passage piétonnier sont exclus ; avec une signalisation sophistiquée et un accès en plateforme haute ».
Ces définitions qualifient donc le métro comme un moyen de transport de masse urbain sur voie guidée en site propre sur la totalité du parcours.

### Systèmes qui ne sont pas des métros
Selon ces définitions, ne sont pas des métros les systèmes même urbains qui ne sont pas un transport de grande capacité, par exemple les liaisons hectométriques ou du type navettes d'aéroports ou de centres commerciaux, les réseaux sur voie non exclusive (type tramway, parfois désigné sous le terme de métro léger), ainsi que les réseaux suburbains (type réseau express régional ou lignes de banlieue) dont une partie n'est pas sur voie réservée ou atteignant parfois des zones non urbaines.

## Histoire

### Débuts auXIXesiècle

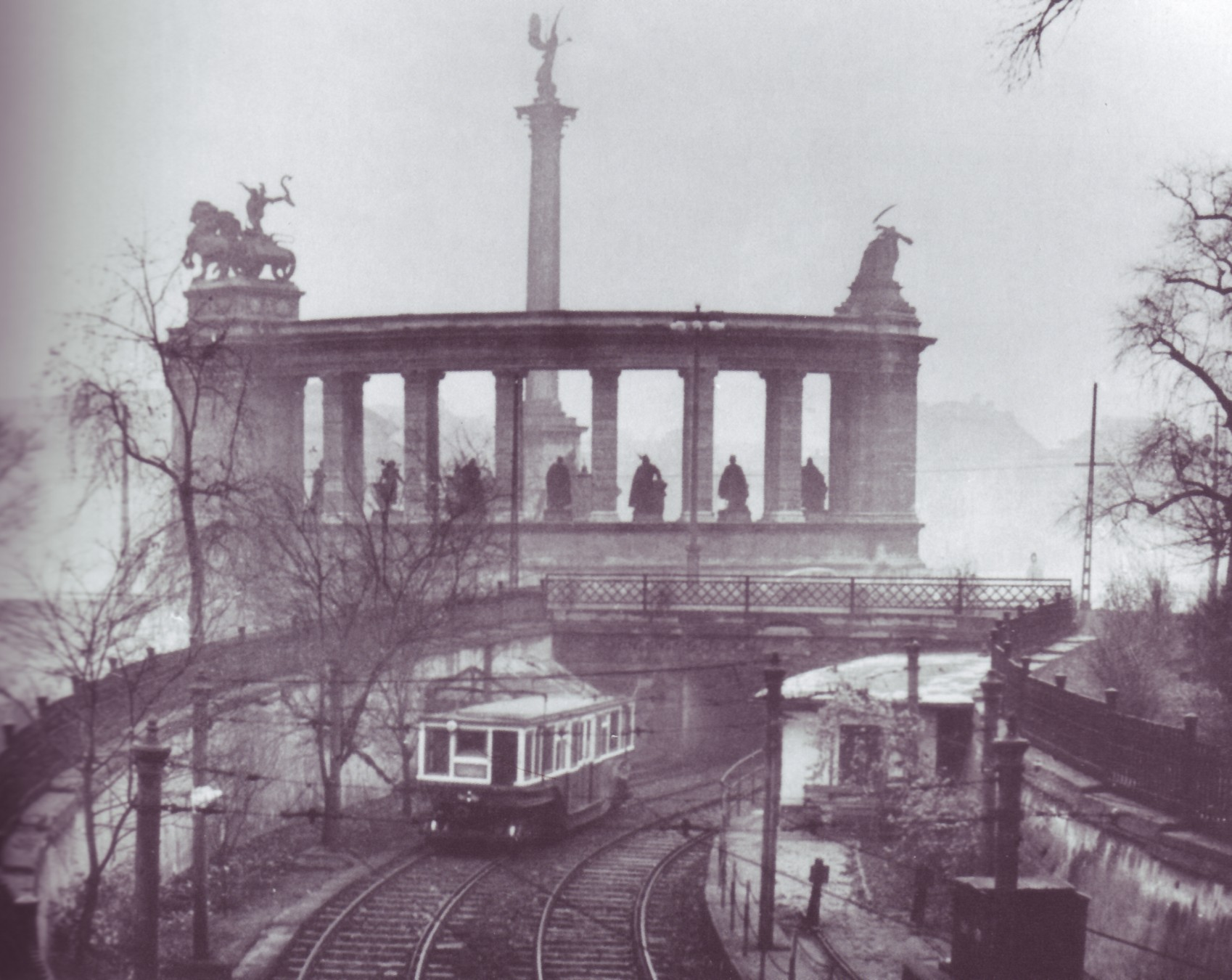
Premier métro électrique d’Europe continentale, à Budapest (Hongrie).

La première ligne urbaine de chemin de fer en souterrain est inaugurée en juin 1862 à Lyon, avec le funiculaire de la rue Terme. La première ligne du métro de Londres, la Metropolitan Line, est quant à elle inaugurée six mois plus tard, le 10 janvier 1863.
Les premiers véhicules de métro étaient tirés par des locomotives à vapeur, ce qui posait des problèmes de ventilation dans les tunnels. À Londres, le problème est amplifié par le plan urbain historique, riche en rues tortueuses et étroites. La première ligne londonienne transporte 38 000 passagers dès le premier jour. Les quatre premières lignes du métro londonien, construites entre 1863 et 1884, furent électrifiées en 1905-1906. À partir de 1890, toutes les lignes seront à traction électrique initialement.
Les premiers véhicules du réseau de métro aérien « elevated » de New York, inauguré en 1878, étaient également à traction vapeur. Ces lignes seront électrifiées au cours des toutes premières années du XXe siècle. Ce réseau aérien sera progressivement démantelé au profit du métro souterrain « subway » inauguré en 1904.
Le métro est inauguré à Chicago en 1888 : il s'agissait d'une ligne aérienne desservie par des locomotives à vapeur. La ligne sera électrifiée en 1898. La première ligne de métro à être initialement à traction électrique sera mise en service en 1892.
Furent mis en service en 1896 des métros dans les villes européennes de Glasgow et Budapest, premier métro d'Europe continentale.
Le dernier métro à être mis en service au XIXe siècle fut celui de Paris.

#### Métro de Londres
Le premier métro est le « Metropolitan Railway » de Londres, qui s'appelle aujourd'hui London Underground. Il est imaginé par Charles Pearson et inauguré le 10 janvier 1863 ; le premier tronçon fait 6,5 km de long (quatre miles). Il relie Farringdon Street à la Gare de Paddington et son tunnel est constitué d'une tranchée couverte. La construction du métro de Londres est décidée pour régler les énormes problèmes de circulation que connaissait la métropole à l’époque, avec ses 2 500 000 habitants sur 90 km2.
Malgré les difficultés techniques et les problèmes de confort, le métro connaît un grand succès populaire, et le nombre de lignes augmente assez rapidement (quatre lignes inaugurées en vingt ans).

#### Métro de Chicago
Le métro de Chicago fait partie intégrante du paysage de la « ville des vents ». Il est principalement connu pour une de ses particularités : il est en grande partie aérien. Habituellement dénommé « ‘L’ » ou parfois EL pour Elevated par les usagers et les autres citadins il est également l'emblème de la Chicago Transit Authority qui le dénomme quant à elle uniquement sous l'abréviation ‘L’ et ce, bien que ce ne soit pas une marque déposée.
Le premier tronçon du ‘L’ fut ouvert le 6 juin 1892, quand une petite locomotive à vapeur tirant quatre voitures en bois avec trente passagers quitta 39th Street et arriva à Congress Station.
Le métro de Chicago est en effet resté aérien longtemps, jusqu’à l’apparition de la première ligne sous terre en 1943, et le système souterrain se déploie aujourd’hui uniquement à Downtown Chicago, alors que les métros aériens vont jusqu’en banlieue. Le réseau est l’un des rares du pays où l’on peut aller aux 2 principaux aéroports de la ville en métro.

#### Métro de Paris
Le métro de Paris, dont la construction débute le 4 octobre 1898, est directement conçu à traction électrique. C'est la Compagnie générale de traction d'Édouard Louis Joseph Empain qui remporte le projet. 2 000 ouvriers travaillent sur les chantiers. Paris voit sa première ligne mise en service pour l’exposition universelle de 1900, le 19 juillet, au terme de 17 mois de travaux sous la direction de Fulgence Bienvenüe, alors ingénieur des ponts et chaussées. La première ligne, qui relie la porte Maillot à la porte de Vincennes, connaît un succès immédiat : au 31 décembre 1900, on estime que 16 000 000 de passagers ont pris le métro.
Le 10 août 1903, à cause d'un court-circuit, un incendie se déclenche sur la ligne 2 à la station Couronnes ; 84 décès sont déplorés. À la suite de cet accident, des mesures de sécurité strictes sont prises.
En 2025, le métro parisien compte 16 lignes et 245 km de voies.

### Première moitié duXXesiècle
Furent mis en service successivement des métros dans des villes européennes : Berlin (1902), Hambourg (1912), Madrid (1919) et Barcelone (1924). Les réseaux de métro sont inaugurés dans les villes américaines de Boston (1901) et Philadelphie (1907).
En 1913, le métro de Buenos Aires est le premier métro mis en service dans l'hémisphère sud et comporte six lignes.
Le 30 décembre 1927 est inauguré le premier métro d'Asie, celui de Tokyo. La ligne de 2,2 km relie le quartier d'Ueno à celui d'Asakusa. Ce premier métro asiatique sera suivi par celui d'Osaka en 1933.
Moscou est la dernière ville à être dotée d'un métro avant la Seconde Guerre mondiale. Le 27 avril 1935, la première ligne du Métro de Moscou relie Sokolniki à Koultoury. Jusqu'en 1955, il est baptisé du nom de « Kaganovitch », en l'honneur de Lazare Kaganovitch, homme d'État soviétique. Depuis 1955, il porte le nom de « Lénine ».
Au total, seize villes sont équipées d'un réseau de métro à la veille de la Seconde Guerre mondiale.

### Expansion depuis la seconde moitié duXXesiècle
La première ville qui inaugure un métro après la Seconde Guerre mondiale est Stockholm en 1950.
Le métro de São Paulo est le second inauguré dans l'hémisphère sud. Achevé en 1972, il comporte cinq lignes.

## Construction d'un métro

### Réalisation de projets
Un projet de construction d'un système de transport urbain nécessite une ingénierie dont les rôles principaux sont ceux de concepteur chargé des études de faisabilités au cours des différents stades, de maître d’œuvre au suivi de la réalisation et de pilotage des opérations d’essais, de mises en service et d'homologation. Tout ou partie de cette ingénierie peut être déléguée par le donneur d'ouvrage à des consultants extérieurs.

### Besoin de transport, études préalables, choix du type de métro
Dans les années 1970, des villes allemandes, ainsi que Bruxelles, Charleroi et Anvers en Belgique, ont choisi de réaliser un métro léger ou un prémétro, en enterrant certaines sections de leurs lignes de tramway. C’est un mode hybride, le métro-tram. À Bruxelles, les lignes en question sont conçues dès le départ pour être transformées plus tard en métros lourds à peu de frais, d’où le terme pré-métro.
Certains métros sont construits pour résister à des froids intenses. C'est le cas de la ligne mise en service à Harbin, capitale de la province du Heilongjiang, fin 2012, conçue pour fonctionner jusqu'à −38 °C d'après son constructeur.

### Contrats
La construction du métro fait appel à différentes technologies classées en deux parties, le génie civil et la composante système.

## Infrastructures du métro (génie civil)

### Tunnels
Différents types de tunnels, les méthodes de construction (tunnelier, tranchée couverte...)

### Stations

#### Portes palières
La présence de portes palières en bordure de quai du métro permet d'éviter les suicides. Il en existe plus de cent par an pour le métro de Paris.

## Système métro et ses sous-ensembles
Le système métro est composé de ses équipements électromécaniques.

### Matériel roulant

#### Métro sur pneumatiques
Le métro sur pneumatiques est une technologie d’origine française, développée à partir des années 1950 par la RATP. Le premier système de métro entièrement sur pneus est celui de Montréal, construit en collaboration avec des ingénieurs français. Le métro de Mexico et celui de Santiago du Chili utilisent aussi cette technologie.
En 2008, le métro de Lausanne, qui est une ville à forte pente, a été inauguré. Ce métro, majoritairement souterrain gravit des pentes à 12 %. C’est un métro sur pneus automatique (sans conducteur) doté de freins d’urgence à patins magnétiques.

### Voies
La plupart des métros roulent sur des rails classiques à écartement standard.

### Système d'alimentation électrique traction (courants forts)

#### Historique
Les tout premiers métros furent des trains à vapeur. Ce fut le cas des métros de New York (lignes aériennes) et de Londres, malgré le caractère souterrain de ce dernier. Ce mode de traction dura relativement longtemps puisque la dernière rame à vapeur londonienne, roulant sur une partie aérienne du réseau, ne fut retirée du service que dans les années 1950. Dès le début du XXe siècle, tous les métros furent, dès leur construction, à énergie de traction électrique. Tous les métros sont donc aujourd'hui à traction électrique.
Certains métros produisirent leur propre courant. Une telle situation devient de plus en plus exceptionnelle. Autour d’une dizaine de métros seulement produisent leur propre courant, souvent en complément d’une fourniture extérieure. Le métro de Londres a vendu ses deux centrales thermiques en 1998.

#### Conception générale du système électrique
Le système électrique du métro se compose des dispositifs permettant de recevoir l'énergie électrique du producteur externe sous la tension de transport pour la transformer en énergie sous tensions utilisables, soit courant fort (traction), soit courant faible (éclairage, signalisation et équipements en station). L'énergie reçue des postes sources du distributeur d'énergie aux postes de livraison du métro est transformée dans les sous-stations électriques équipées de transformateurs. Pour des raisons de disponibilité, la ligne de métro est alimentée par deux postes de livraison, un poste principal et un poste de secours en cas de défaillance du premier.

#### Énergie de traction
La plupart des métros utilisent pour courant de traction le 750 V courant continu. Certains métros anciens disposent d'un courant dans la plage 600 V - 630 V, avec une tendance à la baisse pour ce type de courant. De plus en plus de métros choisissent une énergie de traction à 1500 V permettant de simplifier le réseau de transformation interne.
L'énergie de traction est reçue par les véhicules par troisième rail pour une grande majorité de métro, parfois par caténaire rigide et exceptionnellement par caténaire conventionnelle.
Environ la moitié des métros sont équipés d'un système d'alimentation de courant de traction en 750 V par troisième rail. Le système courant de traction 1500 V avec caténaire rigide semble de plus en plus choisi par les nouveaux métros, en particulier en Asie.

### Signalisation et automatisation (courants faibles)

#### Contrôle et pilotage des trains
La conduite de certains métros est automatisée à partir de la même époque. À partir du début des années 1980 apparaissent les métros entièrement automatiques, sans conducteur, à petit gabarit (VAL), à Lille (1983), Toulouse (1993) et à Rennes en 2002, ou à grand gabarit : le premier fut la ligne D à Lyon (1991), suivie de la ligne 14 à Paris en 1998. Les premiers métros automatiques japonais et les SkyTrain apparaissent également à cette époque.

## Organisation d'un métro
Après la construction le fonctionnement du métro fait appel à des compétences d'exploitation et de maintenance.

### Tarification et billettique
Les conditions qui influencent la tarification varient grandement selon l'autorité organisatrice du réseau de métro et des autorités territoriales supervisant celles ci. Par exemple, la part que prennent les financements publics pour le prix d'un ticket.
Là où le prix d'un trajet simple à Londres coûte au minimum 5,42 € (4,90 £), son équivalent à Paris coûtera 1,90 €.
Concernant la billettique, la plupart des réseaux de métros proposent des abonnements par carte et des tickets magnétiques, même si l'on commence à voir apparaître des abonnements dématérialisés sur smartphone, qui utilisent la puce NFC de ce dernier.

### Service
intervalle, fréquence, heures d'ouverture, ...

### Organisation des lignes au sein du réseau
Les réseaux cherchent à optimiser les coûts de construction avec la contrainte de l'organisation spatiale de l'urbanisme local. Ils peuvent se cataloguer parmi un de ces schéma-types, cette schématisation étant parfois discutable. :
- Une seule ligne
  - Exemples : Alger, Almaty, Baltimore, Cleveland, Gwangju, Helsinki, Hiroshima, Izmir, Jakarta, Kazan, Lima, Maracaibo, Quito, Sydney, Valencia (Venezuela), Iekaterinbourg
- Une boucle
  - Exemples : Sofia, Naples, Newcastle
- Une ligne circulaire
  - Exemples : Glasgow
- Des lignes formant approximativement une croix
  - Exemples : Atlanta, Bangalore, Incheon, Kaohsiung, Kyoto, Monterrey, Nagpur, Nijni Novgorod, Panama, Philadelphie (SEPTA), Sendai, Varsovie
- Des lignes qui se croisent à deux endroits
  - Exemples : Le Caire, Madras, Lille, Marseille, Montréal, Nanchang, Nuremberg, Rennes , Toronto
- Des lignes formant un X avec un tronçon central
  - Exemples : Amsterdam, Bruxelles, Rotterdam, San Francisco Bay Area, Stockholm, Thessalonique
- Des lignes sécantes
  - Exemples : Athènes, Budapest, Pusan, Guadalajara, Kharkiv, Hyderabad, Lisbonne, Milan, Munich, Prague, Rome, São Paulo, Tachkent
- Des lignes radiales
  - Exemples : Boston, Budapest, Buenos Aires, Chicago, Daegu, Kiev, Los Angeles, Sapporo, Téhéran, Washington
- Des lignes circulaires et radiales
  - Exemples : Bangkok, Pékin, Bucarest, Chengdu, Chongqing, Copenhague, Delhi, Hambourg, Londres, Madrid, Moscou, Nagoya, Paris, Shanghai, Singapour, Tokyo, Zhengzhou
- Une grille complexe
  - Exemples : Barcelone, Berlin, Canton, Hangzhou, Hong Kong, Mexico, Milan, Nankin, New York, Osaka, Séoul, Shenzhen, Taipei, Tianjin, Vienne, Wuhan

## Dans le monde

Réseaux de métro dans le monde :
Métro dans une ville
Métro dans deux villes ou plus
Métro en construction
Métro prévu
Pas de métro

Au 31 décembre 2017, 178 villes dans le monde bénéficiaient d'un réseau de métro, totalisant 642 lignes pour presque 14 000 km et un peu plus de 11 000 stations. Sur ces lignes circulent 114 000 véhicules.
Les métros de plus de 200 km sont au nombre de 17 dont six en Chine, cinq dans les autres pays d'Asie, quatre en Europe et deux en Amérique.
Par la longueur des lignes, les plus importants métros sont ceux de Shanghai (639 km) et de Pékin (590 km). Le plus grand réseau de métro par le nombre de stations est celui de New York. Les métros les plus fréquentés sont ceux de Tokyo (3,46 milliards de voyages en 2017), Moscou, Shanghaï, Séoul et Pékin.

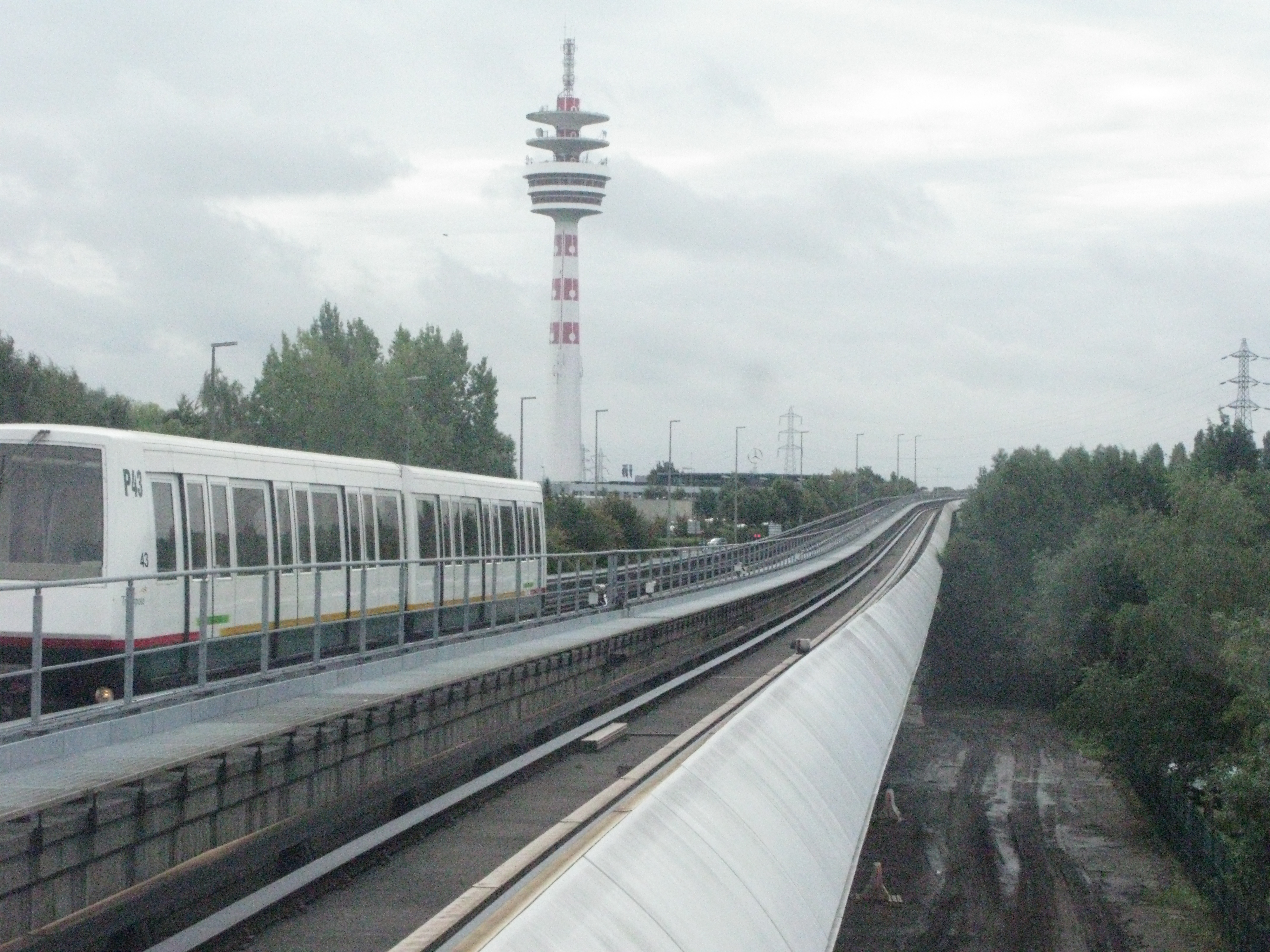
Métro de Lille : premier métro automatique léger (VAL) au monde (1983).

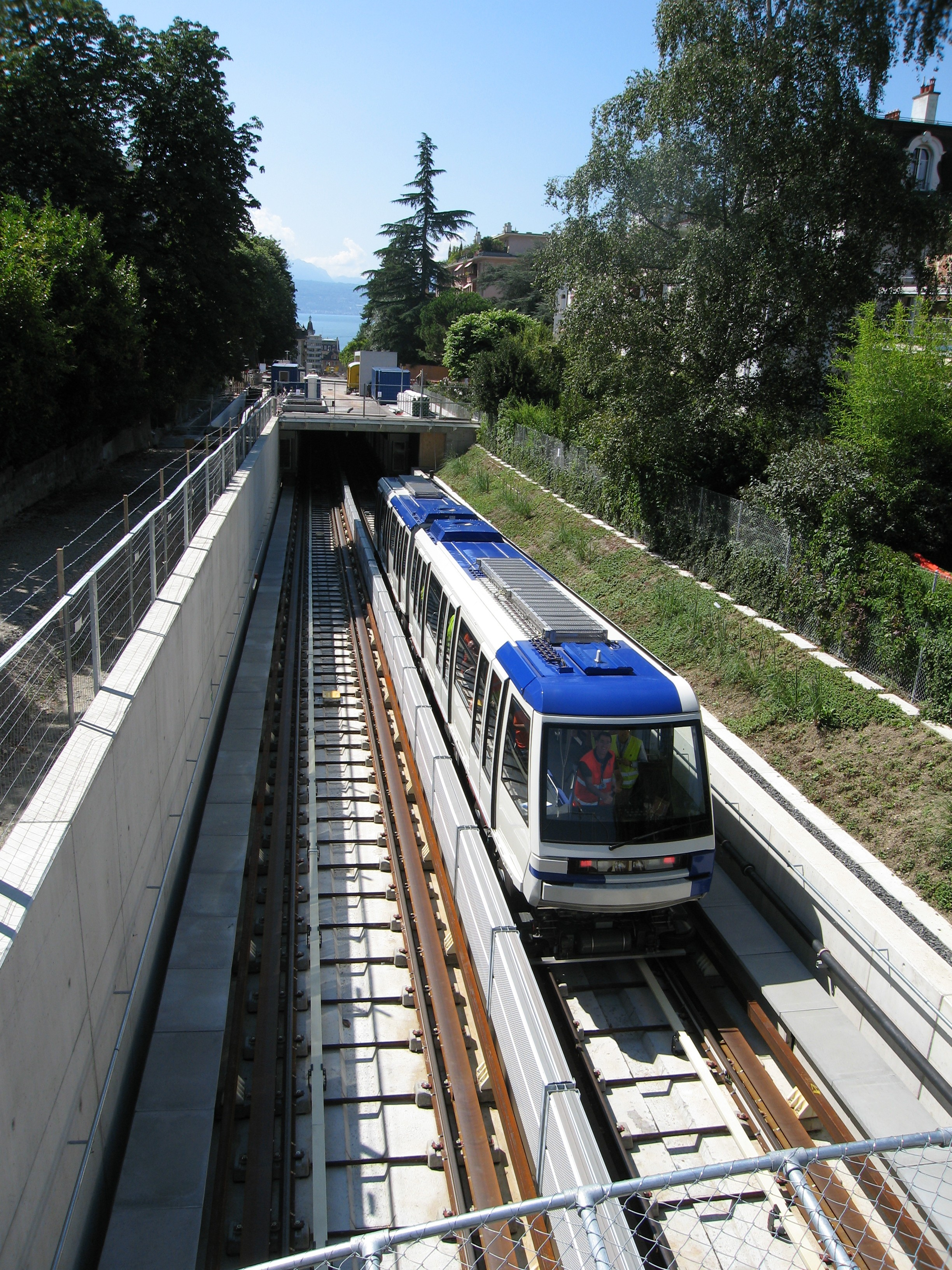
Rame du métro automatique de Lausanne (Suisse), mis en service en 2008.

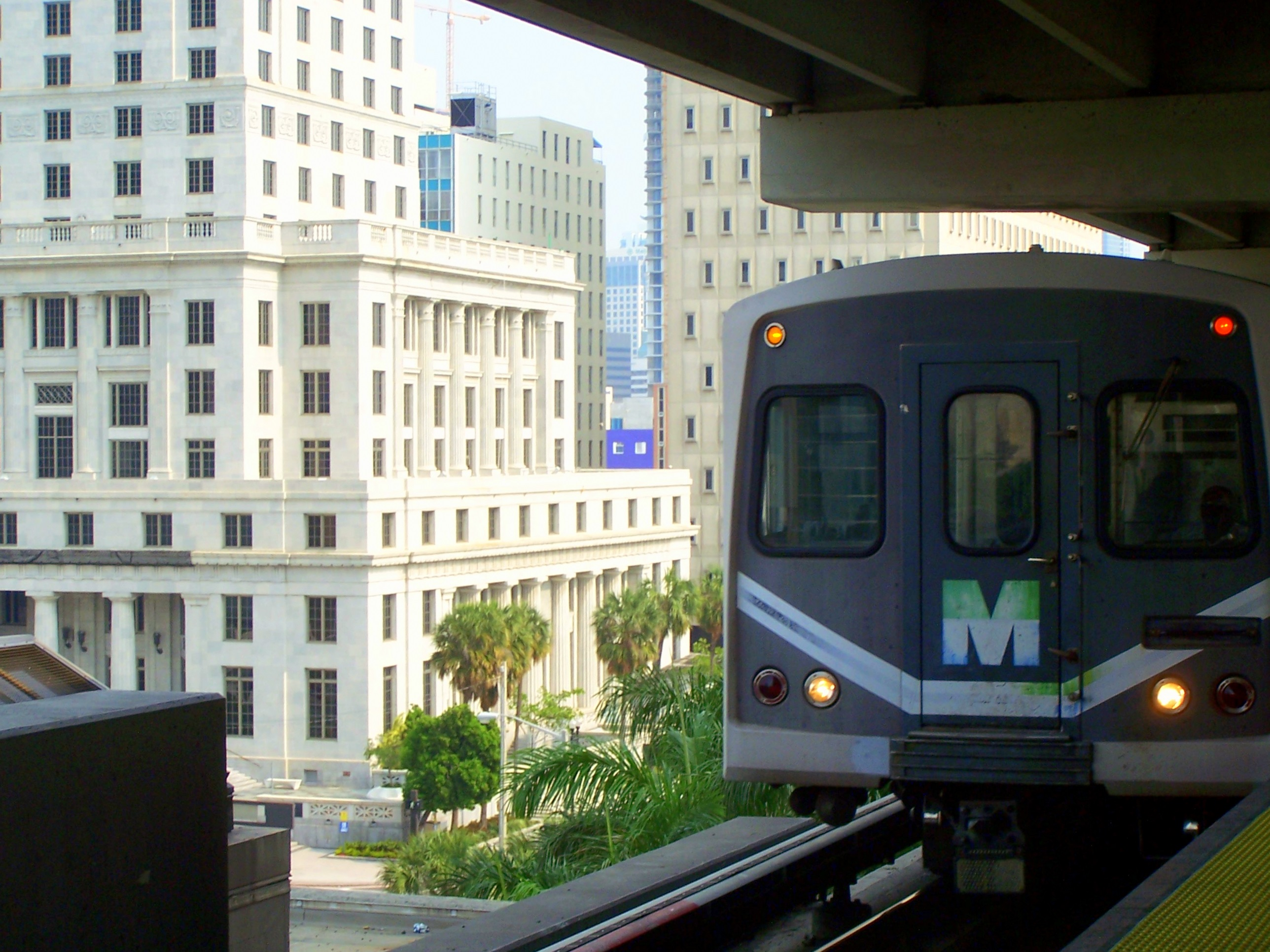
Portion aérienne du métro de Miami (États-Unis).

Un métro entrant dans la station Liziba à Chongqing (Chine).

## Nombre de trajets annuels en métro

### Plus de trois milliards de trajets annuels
- Métro de Pékin : 3,410 milliards (9 340 000 par jour) pour 2014
- Métro de Tokyo : 3,334 milliards (9 100 000 par jour) pour 2013[13]
- Métro de Shanghai : 3,068 milliards (8 400 000 par jour) pour 2015

### Plus de deux milliards de trajets annuels
- Métro de Guangzhou : 2,415 milliards (5 610 000 par jour) pour 2020[13]
- Métro de Shenzhen : 2,178 milliard (4 630 000 par jour) pour 2021
- Métro de Séoul : 2,127 milliards (7 170 000 par jour) pour 2020[13]
- Métro de Moscou : 2,061 milliards (6 820 000 par jour) pour 2022[13]

### Plus d'un milliard de trajets annuels
- Métro de Paris : 1,909 milliard (5 230 000 par jour) pour 2012
- Métro de New York : 1,707 milliard (4 678 000 par jour) pour 2014
- Métro de Mexico : 1,685 milliard (4 616 000 par jour) pour 2013[13]
- Métro de Hong Kong : 1,600 milliard (4 483 000 par jour) pour 2013[13]
- Métro du Caire : 1,3733 milliard (3 760 000 par jour)
- Métro de Londres : 1,229 milliard (3 370 000 par jour) pour 2012

### Plus de 900 millions de trajets annuels
- Métro de Madrid : 932,5 millions (2 553 000 par jour)

### Plus de 800 millions de trajets annuels
- Métro de Saint-Pétersbourg : 829,8 millions (2 020 000 par jour)
- Métro d'Osaka : 825,4 millions (2 260 000 par jour)

### Plus de 600 millions de trajets annuels
- Métro de Téhéran : 670 millions (1 835 000 par jour) 2015
- Métro de Buenos Aires : 620,9 millions (1 700 000 par jour)

### Plus de 500 millions de trajets annuels
- Métro de Taipei : 566,4 millions (1 550 000 par jour)
- Métro de Prague : 537,6 millions (1 472 000 par jour)
- Métro de Kiev : 521,2 millions (1 429 000 par jour)
- Métro de Vienne : 534,4 millions (1 463 000 par jour)

### Plus de 400 millions de trajets annuels
- Métro de Singapour : 488,7 millions (1 338 000 par jour)
- Métro de Caracas : 474,8 millions (1 300 000 par jour)
- Métro de Budapest : 463,8 millions (1 269 000 par jour)
- Métro de Berlin : 457,5 millions (1 252 000 par jour)
- Métro de Montréal : 412,6 millions (1 300 000 par jour)
- Métro de Stockholm : 409,8 millions (1 122 000 par jour)
- Métro de Barcelone : 405,1 millions (1 109 000 par jour)

### Plus de 300 millions de trajets annuels
- Métro de Milan : 365 millions (1 000 000 par jour)
- Métro de Munich : 361,5 millions (990 000 par jour)
- Métro de Toronto : 343,2 millions (940 300 par jour)
- Métro d'Athènes : 336 millions (919 000 par jour)
- Métro de Rome : 331 millions (906 000 par jour)

### Plus de 200 millions de trajets annuels
- Métro de Kharkiv : 293 millions (802 000 par jour)
- Métro de Washington : 291,6 millions (798 000 par jour)
- Métro de Bakou : 222 millions (608 200 par jour)[14]
- Métro de Chicago : 210,8 millions (577 000 par jour)
- Métro de Lyon : 205,6 millions (564 836 par jour)
- Métro de Lisbonne : 200 millions (550 000 par jour)

### Plus de 100 millions de trajets annuels
- Métro de Hambourg : 180 millions (492 000 par jour)
- Métro de Naples : 171,6 millions (470 000 par jour)
- Métro de Varsovie : 157 millions (430 000 par jour)
- Métro de Bruxelles : 135 millions (362 000 par jour)
- Métro de Lille : 125,6 millions (345 000 par jour)[15]
- Métro de Nuremberg : 122,2 millions (335 000 par jour)[16]
- Métro de Toulouse : 108,4 millions (298 000 par jour)

### Plus de 50 millions de trajets annuels
- Métro d'Oslo : 97,8 millions (268 000 par jour)
- Métro de Bilbao : 86,3 millions (236 000 par jour)
- Métro d'Amsterdam : 78,1 millions (214 000 par jour)
- Métro de Marseille : 74,5 millions (186 000 par jour)
- Métro de Valence : 66,4 millions (181 000 par jour)
- Métro de Rotterdam : 64,8 millions (177 000 par jour)
- Métro de Porto : 51,5 millions (141 000 par jour)

### Moins de 50 millions de trajets annuels
- Métro de Rennes : 47,4 millions (130 000 par jour)
- Métro de Copenhague : 42 millions (115 000 par jour)
- Métro de Kaohsiung : 47 millions (130 000 par jour)
- Métro de Lausanne : 36,2 millions (99 000 par jour)
- Métro de Turin : 32 millions (87 000 par jour)
- Métro de Brescia : 17 millions (46 000 par jour)
- Métro de Gênes : 8 millions (22 000 par jour)

### Premiers métros (traction à vapeur, aérien)
- Métro de Londres : 10 janvier 1863 (réseau de trains à vapeur sous tranchée couverte)
- Métro de New York : 1868 (infrastructures aériennes).
- Métro d'Athènes : 1869 (il s'agissait d'une ligne de trains à vapeur en partie enfouie : la ligne fut électrifiée en 1904).
- Métro de Chicago : 1892 (métro léger).
- Merseyrail : 1886 (il s'agissait d'un réseau de trains en partie souterrain circulant dans l'agglomération de Liverpool).

### Métros électriques, principalement en souterrain
- Métro de Londres, 1890 (première ligne en tunnel)
- Métro de Budapest : 1896
- Métro de Glasgow, Métro de Boston : 1897
- Métro de Vienne et Métro d'Oslo (métro léger) : 1898
- Métro de Paris : 1900
- Métro de Berlin : 1902
- Métro de New York : 1904 (première ligne de métro électrifiée et souterraine).
- Métro de Philadelphie : 1907
- Métro de Hambourg : 1912
- Métro de Buenos Aires : 1913 (premier réseau ouvert dans l'Hémisphère Sud).
- Métro de Madrid : 1919
- Métro de Barcelone : 1924
- Métro de Tokyo : 1927 (c'est aujourd'hui l'un des deux réseaux les plus fréquentés au Monde, l'autre étant celui de Pékin).
- Métro d'Osaka : 1933
- Métro de Moscou : 1935
- Métro de Stockholm : 1950
- Métro de Toronto : 1954
- Métro de Rome, Métro de Saint-Pétersbourg : 1955
- Métro de Nagoya : 1957
- Métro de Lisbonne : 1959
- Métro de Kiev : 1960
- Métro de Milan : 1964
- Métro de Montréal, Métro de Tbilissi : 1966
- Métro de Bakou : 1967
- Métro de Francfort : 1968
- Métro de Santiago du Chili: 1975

À partir de 1969, le nombre de villes possédant des lignes de métro explose, avec l'ouverture de réseaux dans des villes moins peuplées (métro de Lyon : 1974 et métro de Bruxelles en 1976, deux villes comptant environ 1 million d'habitants) et dans des pays moins développés (métro de Pékin et métro de Mexico : 1969) notamment des pays de l'hémisphère sud (ouverture du métro de São Paulo en 1974 : ce n'est alors que le second réseau de tout l'hémisphère Sud).

## Dans la culture
Passage obligé de la vie de nombreux citadins selon la célèbre triade « Métro, boulot, dodo », le métro est progressivement devenu un marqueur de la vie urbaine dans de nombreux arts, et notamment au cinéma.

### Au cinéma
À la fois lieu et non-lieu par excellence, endroit de l'interface et de la rencontre, le métro a souvent inspiré les cinéastes et se retrouve même dans le titre de célèbres chefs-d’œuvre du 7e art comme Le Dernier Métro de François Truffaut, qui obtint dix césars en 1980. On retiendra également des scènes célèbres comme celle du film Les Valseuses de Bertrand Blier (également avec Gérard Depardieu), la scène de combat du film Matrix en 1999, et d'autres plus décalées comme l'épisode Bref, j'ai pris le métro de la série humoristique Bref de Kyan Khojandi. Les métros aériens de New-York, prisons de fer pleines d'innocents vulnérables et lancées à pleine vitesse, constituent également un élément classique de nombreux films de super-héros comme Spider-Man 2.
Les apparitions cinématographiques de ce symbole de la vie urbaine sont impossibles à comptabiliser, mais l'expert en cinéma Luc Lagier a réalisé un catalogue vidéo des apparitions les plus marquantes du métro au septième art pour l'émission Blow-Up sur Arte.